# Manet Korado
Manet Korado – motorower produkowany przez zakłady Manet na Słowacji na licencji Piaggio.
Pojazd charakteryzuje się nowoczesną stylistyką, zaawansowaniem technicznym oraz prostotą obsługi. Zastosowany silnik Puch charakteryzuje się dużą mocą i małym zużyciem paliwa (ok. 1,7 l na 100 km).

## Dane techniczne
- silnik: jednocylindrowy, dwusuwowy, chłodzony powietrzem
- pojemność: 48,8 cm³
- moc maks.: 1,9 kW przy 4700 obr./min
- prędkość maks.: 42 km/h
- masa całkowita: 145 kg
- masa własna (bez paliwa): 59 kg
- zużycie paliwa: 1,7 l na 100 km przy 27 km/h
- hałas: 72 dB
- gaźnik: BING 18/14/108
- układ zapłonowy: elektroniczny 12V/50W (układ bezstykowy)
- typ świecy zapłonowej: BOSCH W 5AC